# Kayaarkası, Yenice
Kayaarkası là một xã thuộc huyện Yenice, tỉnh Karabük, Thổ Nhĩ Kỳ. Dân số thời điểm năm 2010 là 206 người.